# Хидари Дзингоро
Хидари Дзингоро (яп. 左 甚五郎 Хидари Дзингоро:) — легендарный японский художник, скульптор и архитектор. Художник работал левой рукой, его прозвище Хидари означает левша.
Согласно некоторым источникам, Хидари Дзингоро жил и работал в начальный период эпохи Эдо (около 1596—1644 годов), согласно другим данным можно усомниться в его историчности. Заслугой Дзингоро является создание многочисленных прекрасных скульптур во время его путешествий по всей территории Японии. О жизни этого художника и его замечательном мастерстве рассказывается в японских преданиях. В одном из них говорится о том, как однажды в пути Дзингоро встретил поразившую его своей красотой женщину, и скульптор вырезал из дерева её статую. Когда же, окончив работу, Дзингоро сел рядом со скульптурой и начал с ней пить вино — то эта статуя оказалась столь совершенна, что стала выполнять, что ей говорил её создатель. Вначале эта женщина-скульптура просто бесчувственно повторяла движения своего творца. Однако затем Дзингоро поставил перед её лицом зеркало, женщина увидела свою красоту, и в ней пробудилась душа.

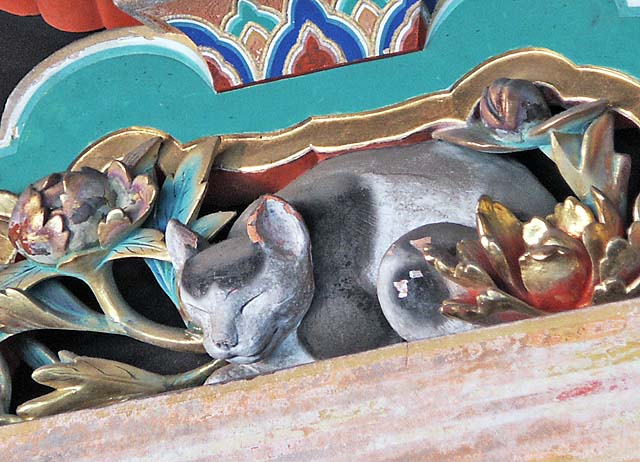
«Спящий кот» святилища Никко Тосё-гу

Наиболее известен в наши дни созданная художником резьба «Спящий кот» (яп. 眠猫 Нэмури-нэко), находящийся над воротами Кугури-мон святилища и храма Никко Тосё-гу, освящённого в честь сёгуна Токугавы Иэясу.